# Shrewsbury (Virginia Occidental)
Shrewsbury es un lugar designado por el censo (en inglés, census-designated place, CDP) situado en el condado de Kanawha, Virginia Occidental, Estados Unidos. Según el censo de 2020, tiene una población de 517 habitantes.

## Geografía
La localidad está ubicada en las coordenadas 38°12′27″N 81°28′02″O / 38.20750, -81.46722 (38.207534, -81.467357). Según la Oficina del Censo, tiene una superficie total de 1.02 km², de los cuales 0.75 km² corresponden a tierra firme y 0.27 km² están cubiertos de agua.

## Demografía
Según el censo de 2020, hay 517 personas residiendo en la localidad. La densidad de población es de 690 hab./km². El 94.97% de los habitantes son blancos, el 0.39% son afroamericanos, el 0.19% es asiático, el 1.55% son de otras razas y el 2.90% son de una mezcla de razas. Del total de la población, el 1.35% son hispanos o latinos de cualquier raza.